# Alophoixus flaveolus
Alophoixus flaveolus là một loài chim trong họ Pycnonotidae.